# Give It Up to Me
"Give It Up to Me" é uma canção gravada pela artista musical colombiana Shakira, com o rapper americano Lil Wayne, tirada da versão deluxe do seu oitavo álbum de estúdio She Wolf (2009). Foi lançado em 19 de outubro de 2009, pela Epic Records como o terceiro single do álbum. A música foi escrita por Shakira, Amanda Ghost, Dwayne Carter e Timothy Mosley. Timbaland também atuou como produtor da música. Musicalmente, "Give It Up to Me" é uma música de synthpop e hip hop que incorpora letras sexualmente sugestivas. A música possui os vocais não credenciados de Timbaland.
Após a sua divulgação, a música recebeu críticas em sua maioria favoráveis dos críticos de música, que apreciaram sua produção e a colaboração de Lil Wayne e Timbaland. Ele alcançou o número vinte e nove no Billboard Hot 100 dos EUA e depois foi certificado de ouro pela Recording Industry Association of America (RIAA). Em outros lugares, a música alcançou sucesso moderado na Austrália, Canadá e Europa. O seu videoclipe acompanhante foi dirigido por Sophie Muller e estreou em 17 de novembro de 2009. Recebeu críticas mistas dos críticos, que eram ambivalentes em relação à sua coreografia e produção.

## Antecedentes e composição
"Give It Up to Me" foi escrito por Shakira, Amanda Ghost, Lil Wayne e Timbaland e foi produzido pelo último. Timbaland, que produziu "Give It Up to Me", inicialmente planejava incluir a música em seu terceiro álbum de estúdio, Shock Value II (2009). Originalmente serviu como o vocalista em destaque, embora seu verso tenha sido substituído por Flo Rida, que ele mesmo foi substituído por Lil Wayne. Amanda Ghost, a presidente da Epic Records, observou que "a contribuição de todos foi uma surpresa", principalmente quando Lil Wayne manifestou interesse em aparecer na faixa. A colaboração de última hora resultou no atraso no lançamento de seu álbum original, She Wolf, nos Estados Unidos. A decisão resultou na criação em uma versão de luxo do álbum disponível exclusivamente no país.
Após os respectivos lançamentos de "She Wolf" e "Did It Again", como primeiro e segundo singles de She Wolf, Shakira lançou "Give It Up to Me" como o terceiro single do álbum. A faixa incorpora influências de synthpop e hip hop, com "palmas de mão" e um "baixo batendo". Além disso, exibe letras sexualmente sugestivas, incluindo as linhas "me colocam em uma gaiola e me bloqueiam / e vou jogar os jogos que você quer que eu jogue" e "tudo o que você quiser, você pode torná-lo seu".

## Recepção
Após o lançamento, "Give It Up to Me", recebeu comentários geralmente favoráveis de críticos de música. Um crítico da Billboard, elogiou a faixa por exibir uma "batida de assinatura" de Shakira e seus vocais "peculiares e ainda sensuais". Sal Cinquemani da Slant Magazine, notou suas colaborações com Lil Wayne e Timbaland como um "movimento cada vez mais clichês, mas ainda não totalmente ineficaz", mas identificou a música como sendo um dos "melhores momentos" do projeto. Da mesma forma, Mario Tarradell, do The Dallas Morning News, reconheceu a gravação como um "tiro certeiro insolente e robótico", argumentando que ela e "She Wolf" eram as músicas mais amigáveis para as rádios no álbum. No entanto, um editor do The New York Times forneceu uma revisão insuportável da faixa, sugerindo que decepcionaria os fãs que ouviram a gravação anterior "Loba". Nos Estados Unidos, "Give It Up to Me" atingiu o número vinte e nove no Billboard Hot 100. Além disso, chegou ao número vinte e três no gráfico componente Pop Songs. Mais tarde foi certificado de ouro pela Recording Industry Association of America (RIAA), por mais de 500 mil downloads digitais. A nível internacional, a faixa alcançou moderado sucesso comercial. Alcançou o número trinta e dois no Canadian Hot 100 e adicionalmente, atingiu o pico no número trinta e cinco no Australian Singles Chart. Ele alcançou o número 5 no Deutsche Black Charts.

## Videoclipe e promoção

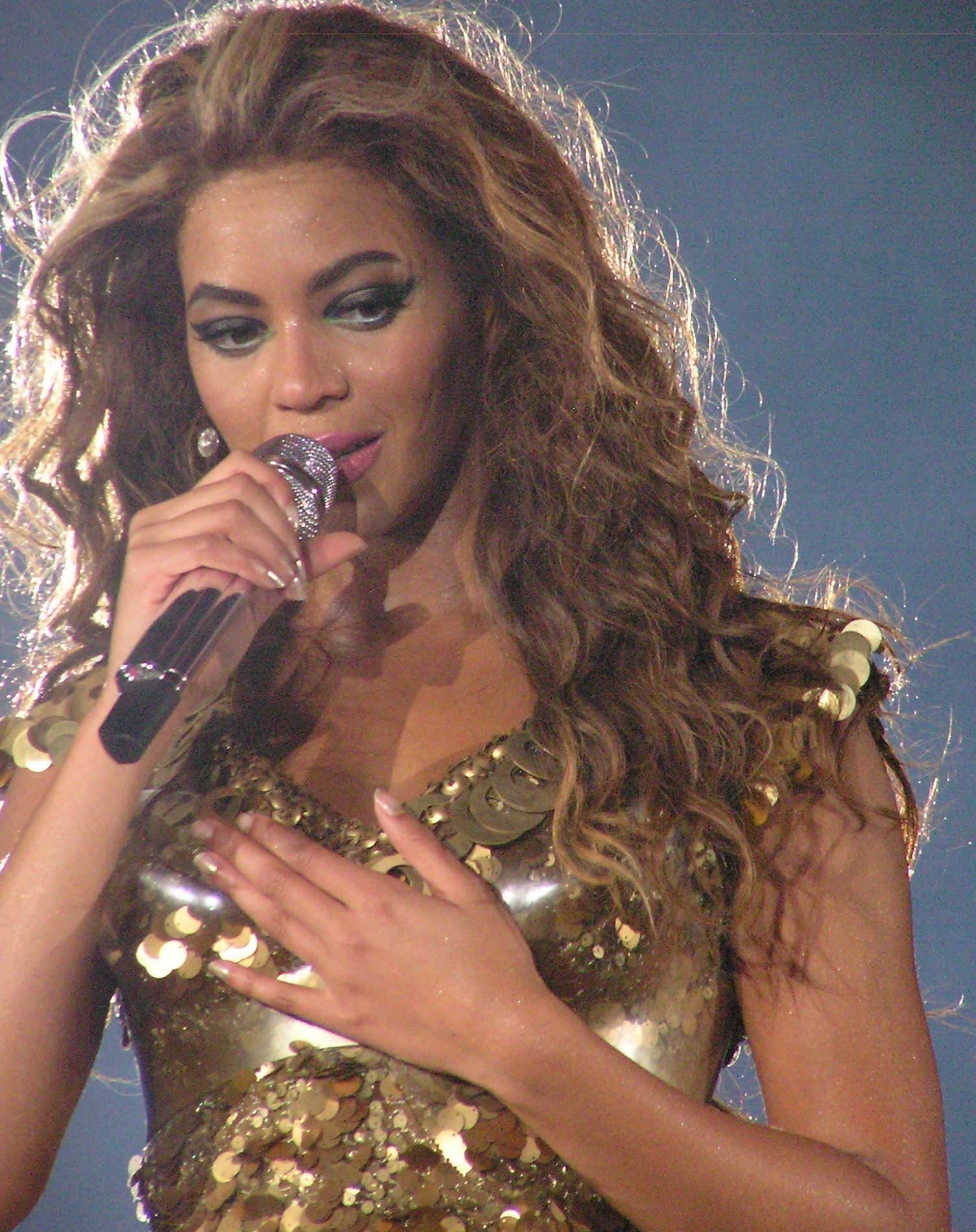
Beyoncé Newcastle 2009

O videoclipe de acompanhamento de "Give It Up to Me" foi dirigido por Sophie Muller. Em 13 de novembro de 2009, a revista People forneceu o primeiro aspecto exclusivo do projeto. O clipe completo estreou no dia seguinte através do Vevo. Ao longo do clipe, cenas de Shakira e Lil Wayne, estão intercaladas entre a coreografia. Começa quando o último canta seu verso, enquanto o primeiro começa a coreografia com um grupo de mulheres dançarinas. Durante a ponte, Shakira retrata Senju Kannon, a deusa de 1.000 mãos e é vista vestindo um vestido azul e uma coroa de cor dourada. O vídeo continua com coreografias.
James Montgomery, da MTV News, compartilhou que observou semelhanças com o videoclipe de "Single Ladies (Put a Ring on It)" de Beyoncé Knowles, destacando semelhanças entre os figurinos e a coreografia. Ele elogiou a inclusão de Lil Wayne e acrescentou que Shakira "é realmente verdadeiramente original". Uma revisão de Neon Limelight, foi menos complementar do clipe, opinando que o vídeo era um sinal de "desespero", para se adequar ao que estava fazendo sucesso no momento. Eles também observaram semelhanças com o videoclipe de "Promiscuous" de Nelly Furtado. Shakira, além disso, promoveu o single através de sua performance no American Music Awards de 2009. Em 14 de fevereiro de 2010, Shakira performou "She Wolf" e "Give It Up to Me" no jogo All-Star de meio-dia da NBA.